# Lorcaserin
Il lorcaserin (lorcaserina) o APD-356 con il nome commerciale di Belviq, è un farmaco dimagrante sviluppato per il mercato statunitense da Arena Pharmaceuticals su licenza dalla Eisai.
Il 27 giugno 2012, la FDA ha approvato ufficialmente il lorcaserin per il trattamento dell'obesità degli adulti con un BMI uguale o superiore a 30 o per gli adulti con un BMI di 27 o maggiore che hanno almeno un fattore di rischio per la salute, come ad esempio come l'ipertensione, il diabete di tipo 2, o ipercolesterolemia.
L'FDA ha imposto ad Arena di condurre ben sei studi di follow-up, tra cui uno studio a lungo termine per verificare se il lorcaserin aumenta il rischio di infarto o di ictus,
Questo farmaco è considerato dagli analisti finanziari un blockbuster essendo circa due terzi degli americani in sovrappeso o obesi e quindi potenziali utilizzatori. Inoltre la copertura brevettuale del farmaco è garantita fino al 2023.

## Farmacodinamica
Il lorcaserin è il capostipite di una classe di farmaci che agiscono come agonisti selettivi del recettore della serotonina 2C o 5HT(2C).
Questo sottotipo di recettore della serotonina 5HT2C è iper-espresso nel cervello, specie nell'ipotalamo, area cerebrale coinvolta nel controllo dell'appetito e del metabolismo. La stimolazione di questo recettore è correlata con il comportamento alimentare e con il senso di sazietà sia nell'animale che nell'uomo.
Il lorcaserin agisce clinicamente modificando il bilancio energetico attraverso una riduzione dell'apporto energetico e senza comportare un aumento della spesa energetica.

## Effetti collaterali
Negli studi pre-clinici e clinici sono emersi una serie di potenziali eventi avversi quali: valvulopatie cardiache, problemi psichiatrici come la psicosi e tumori al seno, al cervello ed in altri organi.
Gli effetti sulla riduzione del peso cessano con la sospensione dell'assunzione del farmaco, per cui diventa imperativo conoscere gli effetti a lungo termine legati all'assunzione del farmaco.